# Здравоохранение в Австрии
Здравоохранение в Австрии — двухуровневая национальная система здравоохранения, в которой практически все граждане Австрии получают государственную медицинскую помощь — у них также есть возможность приобрести дополнительное частное медицинское страхование. При этом некоторые лица предпочитают полностью оплачивать свои медицинские услуги самостоятельно.

## Детали
Здравоохранение в Австрии является универсальным для всех жителей страны, а также — для граждан других стран ЕС. Студенты из стран ЕС / ЕЭЗ или Швейцарии, которые имеют действительную национальную медицинскую страховку в своей родной стране, нуждаются только в Европейской карте медицинского страхования. Так называемые «самозастрахованые студенты» обязаны платить страховой сбор в размере 53 евро в месяц.
Физические лица становятся застрахованными при найме на работу (автоматически), получая пособие по безработице, пенсию или работая на государственной службе. Члены семьи, которые являются зависимыми, также имеют право на медицинское обслуживание до достижения зрелого возраста или до окончания обучения. Частные страховые планы могут включать в себя более гибкие часы посещения профильного специалиста, отдельную палату в больнице, а также — обращение к частному врачу.

## Сравнение с другими странами
В первое десятилетие XXI века система здравоохранения Австрии заняла 9-е место в мировом рейтинге Всемирной организации здравоохранения (ВОЗ). Merca Consultants назвала австрийскую столицу Вену первым городом мира по качеству жизни: рейтинг включает в себя целый ряд социальных услуг. В выборке из 13 развитых стран, Австрия была 5-й по такому показателю как использование лекарств (2009) — при этом в исследовании было отмечено, что сопоставление между приемами лекарственных препаратов в разных странах весьма затруднительно.
Австрийская система здравоохранения стала 12-й по данным «Euro health consumer index» за 2015 год: тот факт, что аборты в стране не входят в систему общественного здравоохранения, снизил её рейтинг.

## Время ожидания
Несмотря на заявления правительства Австрии о том, что проблема времени ожидания плановых операций не заслуживает внимания (2007), средние или длительные ожидания медицинской помощи в стране являются нормой — по крайней мере, для некоторых типов операций. Больничные организации в 2005 году заявили, что среднее время ожидания замены бедра и колена составляет от 1 до 12 месяцев, но обычно составляет 3-6 месяцев. В Штирии и Верхней Австрии среднее время ожидания замены тазобедренного сустава составляло 108 дней (около 3,5 месяцев), а среднее время ожидания операции по замене коленного сустава — 172 дня (5,5 месяца). Операцию по удалению катаракты нужно ждать 142 дня (4 месяца 20 дней): 84 дня в Верхней Австрии. Опрос, проведенный Статистическим управлением Австрии, показал, что среднее время ожидания для операции по удалению хрусталика составляет 102 дня, для хирургии тазобедренных суставов — 78 дней (2,5 месяца), для коленного сустава — 97 дней (3 месяца), для коронарной хирургии — 39 дней, а для кардиохирургии — 28 дней.
Время ожидания может быть сокращено через организацию посещения того же врача в частной больнице или клинике. Иногда ожидание незаконно сокращается за счёт дополнительных выплат. Врачам австрийских больниц также предоставляются дополнительные финансовые стимулы за лечение пациентов, застрахованных в частном порядке — тогда как предполагается, что они должны получать только более комфортные условия размещения. Причём, две австрийские страховые компании объявили о «низком времени ожидания» на своих официальных сайтах.
В опросе, проведенном в Нижней Австрии, 8 % респондентов утверждали, что им предлагалось сократить время ожидания посредством дополнительных платежей. Существую данные, что — по сравнению с лицами, имеющими частное дополнительное страхование — лица, на которых распространяется государственное медицинское страхование, ожидают операции по удалению катаракты и операции на коленях в три-четыре раза дольше.

## История
Статистические данные показывают, что между 1960 и 2009 годами младенческая смертность в Австрии существенно снизилась: с 35-40 до <5 смертей на тысячу рождений. Нынешняя система здравоохранения была первоначально разработана, совместно с другими программами социального обеспечения, Австрийской социал-демократической партией: во время периода, называемого «Красная Вена». Всеобщее медицинское обслуживание началось в Австрии, в основном, в 1956 году, когда вступил в силу «Закон о всеобщем социальном страховании» (ASVG), согласно которому здравоохранение являлось правом всех граждан страны. Именно согласно ему, граждане автоматически регистрируются в системе здравоохранения при приёме на работу. Человек получает индивидуальный номер в страховом фонде, известном как Krankenkasse — он также получает специальную страховую карточку, которая охватывает не только здравоохранение, но и пенсии, а также возможную выплату пособия по безработице. Уровень охвата населения программой стремительно рос с 1955—1956 года, когда был ратифицирован закон, а к 1980 году в услуги были включены неограниченный стационарный уход и профилактический осмотр.

## Структура
Программы здравоохранения Австрии финансируются за счет Krankenkasse: 11,0 % ВВП на 2013 год — что выше среднего показателя по ЕС (7,8 % ВВП). Система здравоохранения в Австрии децентрализована и функционирует аналогично с подобной системой в США. Каждая из девяти земель и федеральное правительство Австрии имеют как отдельный функции, так и юридические ограничения в своей региональной системе здравоохранения. Федеральное министерство труда и социальных дел является федеральным исполнителем программы: его роль заключается в разработке рамок предлагаемых услуг и в управлении фондом Krankenkasse. Роль провинций состоит в том, чтобы управлять уходом за пациентами. Поскольку программа здравоохранения Австрии охватывает широкий спектр социального страхования — включая, но не ограничиваясь, страхованием от безработицы, семейными пособиями, страхованием от несчастных случаев — бюрократия в сфере весьма обширна.